# سونن موريا
رادين عمر سعيد أو رادين براوتو المعروف باسم سونن موريا (بالإندونيسية: Sunan Muria)‏ واعظ وداعية من شخصيات الأولياء التسعة في جزيرة جاوة، وتحديدًا في منطقة قدوس الشمالية. كان بعيدًا عن السياسة كثير الاختلاط بعامة الشعب في القرى والمناطق الريفية. استخدم معرفته بالفن والثقافة المحلية كوسيلة في وعظه ودعوته إلى دين الإسلام. فكان بارعًا في العزف على آلات غاميلان، وأداء فن وايانغ، وتأليف الأغاني المشتملة على القيم الإسلامية. كما قام بتعليم الناس مهنة الزراعة والتجارة وما إلى ذلك من الأمور اليومية العملية. وهو ابن سونن كاليجاغا سليل أمراء ماجاباهيت.